# Zimní stadion Pavla Demitry
Zimní stadion Pavla Demitry (také známý jako B.O.F. Leasing aréna) je sportovní stadion v Trenčíně a domovským stánkem hokejového klubu HC Dukla Trenčín.
Hala má kapacitu 6 150 míst, z toho 2 981 k sezení. Slavnostně otevřený byl 17. ledna 1960. Stadion je často využíván pro přípravu slovenské hokejové reprezentace. Součástí stadionu je 13 Skyboxů.
Na počest Pavola Demitry, který zahynul při nehodě letadla u Jaroslavle, bylo rozhodnuto o přejmenování stadionu na Stadion Pavola Demitry.